# Euodia tietaensis
Euodia tietaensis là một loài thực vật có hoa trong họ Cửu lý hương. Loài này được (Guillaumin) T.G. Hartley mô tả khoa học đầu tiên năm 2000.